# Marius Stankevičius
Marius Stankevičius (Kaunas, 15 luglio 1981) è un allenatore di calcio ed ex calciatore lituano, di ruolo difensore, tecnico del TransINVEST.

## Caratteristiche tecniche

### Giocatore
(Stankevicius, descrivendo la propria capacità di battere le rimesse laterali.)
Terzino destro abile a giocare su entrambe le fasce, in grado di fornire - grazie alla propria versatilità - più soluzioni al proprio allenatore. Pur trovando la sua collocazione ideale lungo l'out destro in una difesa a quattro - svolgendo entrambe le fasi di gioco - in caso di necessità poteva adattarsi a centrale in un 3-5-2 o a mediano.
In possesso di una discreta agilità nonostante la stazza, si distingueva - oltre che per lo stacco aereo - per la battuta nelle rimesse laterali, in grado di coprire un raggio di circa di 34 metri raggiungendo l'altezza del dischetto dell'area di rigore, dote utilizzata per mettere in pratica vari schemi su palla inattiva.

## Carriera

### Giocatore

#### Club
Muove i suoi primi passi nelle giovanili dell'Ekranas, squadra della cittadina di Panevėžys, in Lituania. Nel 2002 approda in Italia, accordandosi con il Brescia. Esordisce in Serie A il 3 febbraio 2002 contro il Parma, diventando così il primo calciatore lituano ad esordire in Serie A.  Con le sue 177 apparizioni è lo straniero con più presenze con la maglia del Brescia.
Il 3 luglio 2008 viene tesserato dalla Sampdoria. Esordisce con i blucerchiati il 30 agosto contro l'Inter. Lascia il terreno di gioco al 57' per far posto a Marco Padalino. Termina la stagione con 42 presenze e 3 reti. Il 6 gennaio 2010 passa in prestito con diritto di riscatto al Siviglia. Esordisce in Liga il 16 gennaio nella trasferta persa 4-0 contro il Barcellona. Il 24 febbraio esordisce in Champions League contro il CSKA Mosca, valida per gli ottavi di finale della competizione.
Il 31 agosto 2010 passa in prestito con diritto di riscatto al Valencia. L'11 luglio 2011 la Lazio ne rileva il cartellino in cambio di un milione di euro. Il calciatore firma un accordo triennale da 800.000 a stagione. Il 26 maggio 2013 vince la Coppa Italia in finale contro la Roma per 1-0. Complici diversi infortuni, a Roma non riesce a trovare spazio.
Il 6 settembre 2013 passa al Gaziantepspor, firmando un biennale. Esordisce nel campionato turco il 14 settembre contro il Çaykur Rizespor (2-5 per gli ospiti). Il 9 agosto 2014 si accorda con l'Hannover 96, in Bundesliga. Il 9 agosto 2016, dopo aver trascorso un anno in Spagna al Córdoba, torna in Italia firmando un biennale con il Siena, in Lega Pro. Il 17 luglio 2017 si accorda con il Crema, in Serie D. Il 17 novembre 2018 assume la guida tecnica della squadra.
Il 1º giugno 2020, il lituano torna finalmente in patria dopo 18 anni, firmando per l'A Komanda, militante nelle serie dilettantistiche. Tuttavia, lascerà il club l'8 luglio 2020, ritirandosi dal calcio giocato.

#### Nazionale
Esordisce in nazionale il 4 luglio 2001 contro l'Estonia in Coppa del Baltico. È stato eletto due volte consecutive calciatore lituano dell'anno dalla LFF (2008, 2009). In totale conta 65 presenze e 5 reti con la selezione baltica.

### Allenatore
Il 17 novembre 2018 passa alla guida tecnica del Crema, assumendo la carica di giocatore-allenatore. Il 20 agosto 2019, diventa ufficialmente il vice-allenatore del Kauno Žalgiris. 7 gennaio 2020 viene nominato CT della Lituania Under-17, coprendo contemporaneamente anche la carica di vice-allenatore della nazionale lituana.
Il 9 luglio 2020 viene nominato tecnico del Lumezzane, in Eccellenza. Il 9 luglio 2021 risolve il contratto con il Lumezzane per assumere il ruolo di CT della Lituania Under-21. Il 25 ottobre 2022 consegue a Coverciano la licenza UEFA Pro, il massimo livello formativo per un allenatore. Dal 1º maggio 2023, è il nuovo tecnico del Kauno Žalgiris, club della massima serie lituana, sostituendo il precedente tecnico Rokas Garastas.

## Statistiche

### Presenze e reti nei club
| Stagione         | Squadra          | Campionato       | Campionato | Campionato | Coppa nazionale | Coppa nazionale | Coppa nazionale | Coppe continentali | Coppe continentali | Coppe continentali | Altre coppe | Altre coppe | Altre coppe | Totale | Totale |
| Stagione         | Squadra          | Comp             | Pres       | Reti       | Comp            | Pres            | Reti            | Comp               | Pres               | Reti               | Comp        | Pres        | Reti        | Pres   | Reti   |
| ---------------- | ---------------- | ---------------- | ---------- | ---------- | --------------- | --------------- | --------------- | ------------------ | ------------------ | ------------------ | ----------- | ----------- | ----------- | ------ | ------ |
| 1998             | Ekranas          | A                | 8          | 0          | CL              | 0               | 0               | CdC                | 0                  | 0                  | SL          | 0           | 0           | 8      | 0      |
| 1999             | Ekranas          | A                | 18         | 1          | CL              | 0               | 0               | Int                | 0                  | 0                  | -           | -           | -           | 18     | 1      |
| 2000             | Ekranas          | A                | 28         | 1          | CL              | 4               | 2               | CU                 | 2                  | 0                  | -           | -           | -           | 34     | 3      |
| 2001             | Ekranas          | A                | 33         | 1          | CL              | 1               | 0               | Int                | 2                  | 0                  | -           | -           | -           | 36     | 1      |
| Totale Ekranas   | Totale Ekranas   |                  | 87         | 3          |                 | 5               | 2               |                    | 4                  | 0                  |             | -           | -           | 96     | 5      |
| gen.-giu. 2002   | Brescia          | A                | 2          | 0          | CI              | 0               | 0               | Int                | 0                  | 0                  | -           | -           | -           | 2      | 0      |
| 2002-gen. 2003   | Brescia          | A                | 6          | 0          | CI              | 1               | 0               | -                  | -                  | -                  | -           | -           | -           | 7      | 0      |
| gen.-giu. 2003   | Cosenza          | B                | 8          | 0          | CI              | 0               | 0               | -                  | -                  | -                  | -           | -           | -           | 8      | 0      |
| 2003-2004        | Brescia          | A                | 15         | 0          | CI              | 2               | 0               | Int                | 3                  | 0                  | -           | -           | -           | 20     | 0      |
| 2004-2005        | Brescia          | A                | 33         | 3          | CI              | 2               | 0               | -                  | -                  | -                  | -           | -           | -           | 35     | 3      |
| 2005-2006        | Brescia          | B                | 33         | 5          | CI              | 4               | 0               | -                  | -                  | -                  | -           | -           | -           | 37     | 5      |
| 2006-2007        | Brescia          | B                | 38         | 3          | CI              | 5               | 0               | -                  | -                  | -                  | -           | -           | -           | 43     | 3      |
| 2007-2008        | Brescia          | B                | 30+2       | 0          | CI              | 1               | 0               | -                  | -                  | -                  | -           | -           | -           | 33     | 0      |
| Totale Brescia   | Totale Brescia   | Totale Brescia   | 157+2      | 11         |                 | 15              | 0               |                    | 3                  | 0                  |             | -           | -           | 177    | 11     |
| 2008-2009        | Sampdoria        | A                | 30         | 3          | CI              | 5               | 0               | CU                 | 8                  | 0                  | -           | -           | -           | 43     | 3      |
| 2009-gen. 2010   | Sampdoria        | A                | 14         | 0          | CI              | 2               | 0               | -                  | -                  | -                  | -           | -           | -           | 16     | 0      |
| gen.-giu. 2010   | Siviglia         | PD               | 16         | 0          | CR              | 2               | 0               | UCL                | 2                  | 0                  | -           | -           | -           | 20     | 0      |
| ago. 2010        | Sampdoria        | A                | 0          | 0          | CI              | 0               | 0               | UCL                | 2                  | 0                  | -           | -           | -           | 2      | 0      |
| Totale Sampdoria | Totale Sampdoria | Totale Sampdoria | 44         | 3          |                 | 7               | 0               |                    | 10                 | 0                  |             | -           | -           | 61     | 3      |
| ago. 2010-2011   | Valencia         | PD               | 21         | 2          | CR              | 4               | 0               | UCL                | 0                  | 0                  | -           | -           | -           | 25     | 2      |
| 2011-2012        | Lazio            | A                | 11         | 0          | CI              | 1               | 0               | UEL                | 1                  | 0                  | -           | -           | -           | 13     | 0      |
| 2012-2013        | Lazio            | A                | 3          | 0          | CI              | 0               | 0               | UEL                | 0                  | 0                  | -           | -           | -           | 3      | 0      |
| Totale Lazio     | Totale Lazio     | Totale Lazio     | 14         | 0          |                 | 1               | 0               |                    | 1                  | 0                  |             | -           | -           | 16     | 0      |
| 2013-2014        | Gaziantepspor    | SL               | 29         | 0          | TK              | 1               | 0               | -                  | -                  | -                  | -           | -           | -           | 30     | 0      |
| 2014-2015        | Hannover 96      | BL               | 2          | 0          | CG              | 0               | 0               | -                  | -                  | -                  | -           | -           | -           | 2      | 0      |
| 2015-2016        | Córdoba          | SD               | 37+2       | 0          | CR              | 0               | 0               | -                  | -                  | -                  | -           | -           | -           | 39     | 0      |
| 2016-2017        | Siena            | LP               | 27         | 0          | CI-LP           | 1               | 0               | -                  | -                  | -                  | -           | -           | -           | 28     | 0      |
| 2017-2018        | Crema            | D                | 31         | 1          | CI-D            | 6               | 1               | -                  | -                  | -                  | -           | -           | -           | 37     | 2      |
| 2018-2019        | Crema            | D                | 7          | 0          | CI-D            | 1               | 0               | -                  | -                  | -                  | -           | -           | -           | 8      | 0      |
| Totale Crema     | Totale Crema     | Totale Crema     | 38         | 1          |                 | 7               | 1               |                    | -                  | -                  |             | -           | -           | 45     | 2      |
| Totale carriera  | Totale carriera  | Totale carriera  | 484        | 20         |                 | 43              | 3               |                    | 20                 | 0                  |             | -           | -           | 547    | 23     |

### Cronologia presenze e reti in nazionale
| Cronologia completa delle presenze e delle reti in nazionale ― Lituania | Cronologia completa delle presenze e delle reti in nazionale ― Lituania | Cronologia completa delle presenze e delle reti in nazionale ― Lituania | Cronologia completa delle presenze e delle reti in nazionale ― Lituania | Cronologia completa delle presenze e delle reti in nazionale ― Lituania | Cronologia completa delle presenze e delle reti in nazionale ― Lituania | Cronologia completa delle presenze e delle reti in nazionale ― Lituania | Cronologia completa delle presenze e delle reti in nazionale ― Lituania |
| Data                                                                    | Città                                                                   | In casa                                                                 | Risultato                                                               | Ospiti                                                                  | Competizione                                                            | Reti                                                                    | Note                                                                    |
| ----------------------------------------------------------------------- | ----------------------------------------------------------------------- | ----------------------------------------------------------------------- | ----------------------------------------------------------------------- | ----------------------------------------------------------------------- | ----------------------------------------------------------------------- | ----------------------------------------------------------------------- | ----------------------------------------------------------------------- |
| 4-7-2001                                                                | Riga                                                                    | Estonia                                                                 | 2 – 5                                                                   | Lituania                                                                | Coppa del Baltico 2001                                                  | -                                                                       |                                                                         |
| 5-7-2001                                                                | Riga                                                                    | Lettonia                                                                | 4 – 1                                                                   | Lituania                                                                | Coppa del Baltico 2001                                                  | -                                                                       |                                                                         |
| 15-8-2001                                                               | Kaunas                                                                  | Lituania                                                                | 2 – 3                                                                   | Israele                                                                 | Amichevole                                                              | -                                                                       | 46’                                                                     |
| 1-9-2001                                                                | Kaunas                                                                  | Lituania                                                                | 0 – 0                                                                   | Italia                                                                  | Qual. Mondiali 2002                                                     | -                                                                       | 9’                                                                      |
| 5-9-2001                                                                | Tbilisi                                                                 | Georgia                                                                 | 2 – 0                                                                   | Lituania                                                                | Qual. Mondiali 2002                                                     | -                                                                       |                                                                         |
| 17-4-2002                                                               | Smederevo                                                               | Jugoslavia                                                              | 4 – 1                                                                   | Lituania                                                                | Amichevole                                                              | -                                                                       |                                                                         |
| 21-8-2002                                                               | Kaunas                                                                  | Lituania                                                                | 2 – 4                                                                   | Israele                                                                 | Amichevole                                                              | -                                                                       | 69’                                                                     |
| 7-9-2002                                                                | Kaunas                                                                  | Lituania                                                                | 0 – 2                                                                   | Germania                                                                | Qual. Euro 2004                                                         | -                                                                       |                                                                         |
| 12-10-2002                                                              | Kaunas                                                                  | Lituania                                                                | 2 – 0                                                                   | Fær Øer                                                                 | Qual. Euro 2004                                                         | -                                                                       | 84’                                                                     |
| 16-10-2002                                                              | Reykjavík                                                               | Islanda                                                                 | 3 – 0                                                                   | Lituania                                                                | Qual. Euro 2004                                                         | -                                                                       |                                                                         |
| 30-3-2004                                                               | Ramat Gan                                                               | Israele                                                                 | 2 – 1                                                                   | Lituania                                                                | Amichevole                                                              | -                                                                       |                                                                         |
| 18-8-2004                                                               | Mosca                                                                   | Russia                                                                  | 4 – 3                                                                   | Lituania                                                                | Amichevole                                                              | -                                                                       | 40’                                                                     |
| 4-9-2004                                                                | Charleroi                                                               | Belgio                                                                  | 1 – 1                                                                   | Lituania                                                                | Qual. Mondiali 2006                                                     | -                                                                       | 13’                                                                     |
| 8-9-2004                                                                | Kaunas                                                                  | Lituania                                                                | 4 – 0                                                                   | San Marino                                                              | Qual. Mondiali 2006                                                     | -                                                                       |                                                                         |
| 13-10-2004                                                              | Vilnius                                                                 | Lituania                                                                | 0 – 0                                                                   | Spagna                                                                  | Qual. Mondiali 2006                                                     | -                                                                       |                                                                         |
| 17-11-2004                                                              | Serravalle                                                              | San Marino                                                              | 0 – 1                                                                   | Lituania                                                                | Qual. Mondiali 2006                                                     | -                                                                       |                                                                         |
| 9-2-2005                                                                | Tbilisi                                                                 | Georgia                                                                 | 1 – 0                                                                   | Lituania                                                                | Amichevole                                                              | -                                                                       | 37’                                                                     |
| 30-3-2005                                                               | Sarajevo                                                                | Bosnia ed Erzegovina                                                    | 1 – 1                                                                   | Lituania                                                                | Qual. Mondiali 2006                                                     | 1                                                                       | 65’                                                                     |
| 7-9-2005                                                                | Vilnius                                                                 | Lituania                                                                | 0 – 1                                                                   | Bosnia ed Erzegovina                                                    | Qual. Mondiali 2006                                                     | -                                                                       |                                                                         |
| 8-10-2005                                                               | Vilnius                                                                 | Lituania                                                                | 0 – 2                                                                   | Serbia e Montenegro                                                     | Qual. Mondiali 2006                                                     | -                                                                       |                                                                         |
| 12-10-2005                                                              | Vilnius                                                                 | Lituania                                                                | 1 – 1                                                                   | Belgio                                                                  | Qual. Mondiali 2006                                                     | -                                                                       | 74’ 90’                                                                 |
| 1-3-2006                                                                | Tirana                                                                  | Albania                                                                 | 1 – 2                                                                   | Lituania                                                                | Amichevole                                                              | -                                                                       |                                                                         |
| 16-8-2006                                                               | Chișinău                                                                | Moldavia                                                                | 3 – 2                                                                   | Lituania                                                                | Amichevole                                                              | -                                                                       |                                                                         |
| 2-9-2006                                                                | Napoli                                                                  | Italia                                                                  | 1 – 1                                                                   | Lituania                                                                | Qual. Euro 2008                                                         | -                                                                       |                                                                         |
| 6-9-2006                                                                | Kaunas                                                                  | Lituania                                                                | 1 – 2                                                                   | Scozia                                                                  | Qual. Euro 2008                                                         | -                                                                       |                                                                         |
| 7-10-2006                                                               | Tórshavn                                                                | Fær Øer                                                                 | 0 – 1                                                                   | Lituania                                                                | Qual. Euro 2008                                                         | -                                                                       |                                                                         |
| 15-11-2006                                                              | Paola                                                                   | Malta                                                                   | 1 – 4                                                                   | Lituania                                                                | Amichevole                                                              | -                                                                       |                                                                         |
| 6-2-2007                                                                | La Courneuve                                                            | Lituania                                                                | 1 – 3                                                                   | Mali                                                                    | Amichevole                                                              | -                                                                       |                                                                         |
| 24-3-2007                                                               | Kaunas                                                                  | Lituania                                                                | 0 – 1                                                                   | Francia                                                                 | Qual. Euro 2008                                                         | -                                                                       |                                                                         |
| 28-3-2007                                                               | Odessa                                                                  | Ucraina                                                                 | 1 – 0                                                                   | Lituania                                                                | Qual. Euro 2008                                                         | -                                                                       |                                                                         |
| 2-6-2007                                                                | Kaunas                                                                  | Lituania                                                                | 1 – 0                                                                   | Georgia                                                                 | Qual. Euro 2008                                                         | -                                                                       |                                                                         |
| 6-6-2007                                                                | Kaunas                                                                  | Lituania                                                                | 0 – 2                                                                   | Italia                                                                  | Qual. Euro 2008                                                         | -                                                                       |                                                                         |
| 22-8-2007                                                               | Kaunas                                                                  | Lituania                                                                | 2 – 1                                                                   | Turkmenistan                                                            | Amichevole                                                              | -                                                                       | 76’                                                                     |
| 8-9-2007                                                                | Glasgow                                                                 | Scozia                                                                  | 3 – 1                                                                   | Lituania                                                                | Qual. Euro 2008                                                         | -                                                                       | 35’ 56’                                                                 |
| 17-11-2007                                                              | Kaunas                                                                  | Lituania                                                                | 2 – 0                                                                   | Ucraina                                                                 | Qual. Euro 2008                                                         | -                                                                       |                                                                         |
| 21-11-2007                                                              | Tbilisi                                                                 | Georgia                                                                 | 0 – 2                                                                   | Lituania                                                                | Qual. Euro 2008                                                         | -                                                                       |                                                                         |
| 26-3-2008                                                               | Vilnius                                                                 | Lituania                                                                | 1 – 0                                                                   | Azerbaigian                                                             | Amichevole                                                              | -                                                                       |                                                                         |
| 27-5-2008                                                               | Praga                                                                   | Rep. Ceca                                                               | 2 – 0                                                                   | Lituania                                                                | Amichevole                                                              | -                                                                       | 69’                                                                     |
| 20-8-2008                                                               | Marijampolė                                                             | Lituania                                                                | 3 – 0                                                                   | Moldavia                                                                | Amichevole                                                              | -                                                                       |                                                                         |
| 6-9-2008                                                                | Cluj-Napoca                                                             | Romania                                                                 | 0 – 3                                                                   | Lituania                                                                | Qual. Mondiali 2010                                                     | 1                                                                       |                                                                         |
| 10-9-2008                                                               | Marijampolė                                                             | Lituania                                                                | 2 – 0                                                                   | Austria                                                                 | Qual. Mondiali 2010                                                     | -                                                                       |                                                                         |
| 11-10-2008                                                              | Belgrado                                                                | Serbia                                                                  | 3 – 0                                                                   | Lituania                                                                | Qual. Mondiali 2010                                                     | -                                                                       |                                                                         |
| 15-10-2008                                                              | Kaunas                                                                  | Lituania                                                                | 1 – 0                                                                   | Fær Øer                                                                 | Qual. Mondiali 2010                                                     | -                                                                       |                                                                         |
| 19-11-2008                                                              | Tallinn                                                                 | Lituania                                                                | 1 – 1                                                                   | Moldavia                                                                | Amichevole                                                              | -                                                                       |                                                                         |
| 6-6-2009                                                                | Marijampolė                                                             | Lituania                                                                | 0 – 1                                                                   | Romania                                                                 | Qual. Mondiali 2010                                                     | -                                                                       |                                                                         |
| 12-8-2009                                                               | Lussemburgo                                                             | Lussemburgo                                                             | 0 – 1                                                                   | Lituania                                                                | Amichevole                                                              | -                                                                       |                                                                         |
| 9-9-2009                                                                | Toftir                                                                  | Fær Øer                                                                 | 2 – 1                                                                   | Lituania                                                                | Qual. Mondiali 2010                                                     | -                                                                       |                                                                         |
| 10-10-2009                                                              | Innsbruck                                                               | Austria                                                                 | 2 – 1                                                                   | Lituania                                                                | Qual. Mondiali 2010                                                     | 1                                                                       |                                                                         |
| 14-10-2009                                                              | Marijampolė                                                             | Lituania                                                                | 2 – 1                                                                   | Serbia                                                                  | Qual. Mondiali 2010                                                     | 1                                                                       | Cap.                                                                    |
| 25-5-2010                                                               | Metalist                                                                | Ucraina                                                                 | 4 – 0                                                                   | Lituania                                                                | Amichevole                                                              | -                                                                       |                                                                         |
| 11-8-2010                                                               | Kaunas                                                                  | Lituania                                                                | 0 – 2                                                                   | Bielorussia                                                             | Amichevole                                                              | -                                                                       |                                                                         |
| 3-9-2010                                                                | Kaunas                                                                  | Lituania                                                                | 0 – 0                                                                   | Scozia                                                                  | Qual. Euro 2012                                                         | -                                                                       |                                                                         |
| 7-9-2010                                                                | Olomouc                                                                 | Rep. Ceca                                                               | 0 – 1                                                                   | Lituania                                                                | Qual. Euro 2012                                                         | -                                                                       |                                                                         |
| 8-10-2010                                                               | Salamanca                                                               | Spagna                                                                  | 3 – 1                                                                   | Lituania                                                                | Qual. Euro 2012                                                         | -                                                                       |                                                                         |
| 17-11-2010                                                              | Székesfehérvár                                                          | Ungheria                                                                | 2 – 0                                                                   | Lituania                                                                | Amichevole                                                              | -                                                                       | Cap.                                                                    |
| 25-3-2011                                                               | Kaunas                                                                  | Lituania                                                                | 2 – 0                                                                   | Polonia                                                                 | Amichevole                                                              | -                                                                       |                                                                         |
| 29-3-2011                                                               | Kaunas                                                                  | Lituania                                                                | 1 – 3                                                                   | Spagna                                                                  | Qual. Euro 2012                                                         | 1                                                                       |                                                                         |
| 3-6-2011                                                                | Vaduz                                                                   | Liechtenstein                                                           | 2 – 0                                                                   | Lituania                                                                | Qual. Euro 2012                                                         | -                                                                       | 46’                                                                     |
| 11-10-2011                                                              | Kaunas                                                                  | Lituania                                                                | 1 – 4                                                                   | Rep. Ceca                                                               | Qual. Euro 2012                                                         | -                                                                       |                                                                         |
| 12-10-2012                                                              | Vaduz                                                                   | Liechtenstein                                                           | 0 – 2                                                                   | Lituania                                                                | Qual. Mondiali 2014                                                     | -                                                                       | 90+1’ 90+4’                                                             |
| 16-10-2012                                                              | Zenica                                                                  | Bosnia ed Erzegovina                                                    | 3 – 0                                                                   | Lituania                                                                | Qual. Mondiali 2014                                                     | -                                                                       |                                                                         |
| 14-11-2012                                                              | Erevan                                                                  | Armenia                                                                 | 4 – 2                                                                   | Lituania                                                                | Amichevole                                                              | -                                                                       | Cap. 85’                                                                |
| 7-6-2013                                                                | Vilnius                                                                 | Lituania                                                                | 0 – 1                                                                   | Grecia                                                                  | Qual. Mondiali 2014                                                     | -                                                                       | Cap.                                                                    |
| 14-8-2013                                                               | Lussemburgo                                                             | Lussemburgo                                                             | 2 – 1                                                                   | Lituania                                                                | Amichevole                                                              | -                                                                       | Cap. 81’                                                                |
| 6-9-2013                                                                | Riga                                                                    | Lettonia                                                                | 2 – 1                                                                   | Lituania                                                                | Qual. Mondiali 2014                                                     | -                                                                       | Cap.                                                                    |
| Totale                                                                  |                                                                         | Presenze (9º posto)                                                     | 65                                                                      |                                                                         | Reti                                                                    | 5                                                                       |                                                                         |

### Statistiche da allenatore
Statistiche aggiornate al 5 maggio 2019.
| Stagione        | Squadra         | Campionato      | Campionato | Campionato | Campionato | Campionato | Coppe nazionali | Coppe nazionali | Coppe nazionali | Coppe nazionali | Coppe nazionali | Coppe continentali | Coppe continentali | Coppe continentali | Coppe continentali | Coppe continentali | Altre coppe | Altre coppe | Altre coppe | Altre coppe | Altre coppe | Totale | Totale | Totale | Totale | % Vittorie | Piazzamento    |
| Stagione        | Squadra         | Comp            | G          | V          | N          | P          | Comp            | G               | V               | N               | P               | Comp               | G                  | V                  | N                  | P                  | Comp        | G           | V           | N           | P           | G      | V      | N      | P      | %          | Piazzamento    |
| --------------- | --------------- | --------------- | ---------- | ---------- | ---------- | ---------- | --------------- | --------------- | --------------- | --------------- | --------------- | ------------------ | ------------------ | ------------------ | ------------------ | ------------------ | ----------- | ----------- | ----------- | ----------- | ----------- | ------ | ------ | ------ | ------ | ---------- | -------------- |
| 2018-2019       | Crema           | D               | 24         | 8          | 11         | 5          | CI-D            | -               | -               | -               | -               | -                  | -                  | -                  | -                  | -                  | -           | -           | -           | -           | -           | 24     | 8      | 11     | 5      | 33,33      | subentrato, 6º |
| 2020-2021       | Lumezzane       | Ecc.            | 10+3       | 7+1        | 2+2        | 1          | CI-E            | 3               | 2               | 1               | 0               | -                  | -                  | -                  | -                  | -                  | -           | -           | -           | -           | -           | 16     | 10     | 5      | 1      | 62,50      | 2º             |
| 2023            | Kauno Žalgiris  | A               | 12         | 2          | 6          | 4          | LT              | 2               | 2               | 0               | 0               | UECL               | 1                  | 0                  | 0                  | 1                  | -           | -           | -           | -           | -           | 15     | 4      | 6      | 5      | 26,67      | Sub            |
| Totale carriera | Totale carriera | Totale carriera | 49         | 18         | 21         | 10         |                 | 5               | 4               | 1               | 0               |                    | 1                  | 0                  | 0                  | 0                  |             | -           | -           | -           | -           | 55     | 22     | 22     | 11     | 40,00      |                |

## Palmarès

### Club

#### Competizioni nazionali
- Supercoppa di Lituania: 1

Ekranas: 1998
- Coppa di Lituania: 2

Ekranas: 1998, 2000
- Coppa di Spagna: 1

Siviglia: 2009-2010
- Coppa Italia: 1

Lazio: 2012-2013

### Individuale
- Calciatore lituano dell'anno: 2

2008, 2009